# ارمنستان در مسابقه آواز یوروویژن نوجوانان
ارمنستان از زمان سال ۲۰۰۷ در مسابقه آواز یوروویژن نوجوانان شرکت کرده است. شرکت تلویزیون عمومی ارمنستان (ARMTV)، که یکی از اعضای اتحادیه پخش برنامه‌های اروپایی (EBU) است، از زمان اولین حضور خود مسئول فرایند انتخاب شرکت‌کنندگان بوده است.
اولین نماینده این کشور در مسابقه آواز یوروویژن نوجوانان شرکت سال ۲۰۰۷ آرویک با ترانه «Erazanq» (Երազանք) بود که با کسب ۱۳۶ امتیاز در جایگاه دوم از میان ۱۷ شرکت‌کننده قرار گرفت. از زمان آغاز حضور، ارمنستان به‌جز در مسابقه سال ۲۰۲۰ (به دلیل جنگ ناگورنو-قره‌باغ ۲۰۲۰) هیچ دوره‌ای از این مسابقه را از دست نداده است و دو بار نیز قهرمان شده است: در سال ۲۰۱۰ با ترانه Mama (Մամա) خوانده شده توسط ولادیمیر آرزومانیان و در سال ۲۰۲۱ با ترانه «کامی کامی» (Քամի Քամի) خوانده شده توسط مالنا. بدترین نتیجه تا به امروز توسط دو نماینده به دست آمده است: لِوون در مسابقه آواز یوروویژن نوجوانان ۲۰۱۸ با ترانه «L.E.V.O.N» و کارینا ایگناتیان در مسابقه آواز یوروویژن نوجوانان ۲۰۱۹ با ترانه «Colours of Your Dream»، که هر دو در جایگاه نهم قرار گرفتند. ارمنستان مسابقه را در مجتمع کارن دمیرچیان در ایروان در سال ۲۰۱۱ و بار دیگر در سال ۲۰۲۲ میزبانی کرد.

## تاریخچه
پخش‌کننده ارمنی شرکت تلویزیون عمومی ارمنستان (ARMTV)، در ۲۱ مه ۲۰۰۷ اعلام کرد که در مسابقه یوروویژن نوجوانان ۲۰۰۷ که در ۸ دسامبر ۲۰۰۷ در روتردام، هلند برگزار می‌شود، اولین حضور خود را خواهد داشت. شرکت تلویزیون عمومی ارمنستان گروه آرویک را با ترانه «Erazanq» (ارمنی: Երազանք) به‌عنوان نخستین نماینده خود به صورت داخلی انتخاب کرد. در قرعه‌کشی ترتیب اجراها برای یوروویژن نوجوانان ۲۰۰۷، ارمنستان در جایگاه سوم قرار گرفت (پس از بلژیک و پیش از قبرس) و در نهایت با کسب ۱۳۶ امتیاز در جایگاه دوم قرار گرفت.
پس از موفقیت در اولین حضور، ارمنستان به شرکت در مسابقه آواز یوروویژن نوجوانان ادامه داد و سه بار در جایگاه سوم قرار گرفت (۲۰۱۲، ۲۰۱۴ و ۲۰۲۳)، پنج بار مقام دوم را کسب کرد (۲۰۰۷، ۲۰۰۹، ۲۰۱۵، ۲۰۱۶ و ۲۰۲۲) و اولین پیروزی خود را در مسابقه آواز یوروویژن نوجوانان ۲۰۱۰ با ترانه «Mama» (ارمنی: Մամա) که توسط ولادیمیر آرزومانیان خوانده شد با کسب ۱۲۰ امتیاز به دست آورد.
ارمنستان میزبان مسابقه آواز یوروویژن نوجوانان ۲۰۱۱ بود که در ۳ دسامبر در مجموعه ورزشی و کنسرت‌های کارن دمیرچیان واقع در پایتخت ارمنستان، ایروان برگزار شد. این نخستین بار در تاریخ مسابقه آواز یوروویژن نوجوانان بود که مسابقه در کشور برنده سال گذشته برگزار شد. شرکت تلویزیون عمومی ارمنستان برگزارکننده اصلی این رویداد بود و کمک مالی از سوی اتحادیه پخش اروپا شامل هزینه‌های ورودی پخش‌کنندگان شرکت‌کننده دریافت کرد، در حالی که شرکت سوئدی اچ‌دی ریسورسز در زمینه فنی تولید کمک کرد.
پخش‌کننده ارمنی در ۲۱ ژوئیه ۲۰۱۶ اعلام کرد که در مسابقه‌ای که در ۲۰ نوامبر ۲۰۱۶ در والتا، مالت برگزار می‌شود شرکت خواهد کرد. شرکت تلویزیون عمومی ارمنستان در ۱۰ اوت ۲۰۱۶ اعلام کرد که آناهیت آدامیان و مری واردانیان را به‌طور داخلی برای نمایندگی در این مسابقه با ترانه «Tarber» انتخاب کرده است. آن‌ها با مجموع ۲۳۲ امتیاز، در جایگاه دوم پس از گرجستان قرار گرفتند و تنها با اختلاف ۷ امتیاز شکست خوردند.
در ۲۶ فوریه ۲۰۱۸، شرکت تلویزیون عمومی ارمنستان اعلام کرد که دوازدهمین نماینده خود در یوروویژن نوجوانان را از طریق دپی منکاگان اوروویژن انتخاب خواهد کرد.
ارمنستان با وجود اینکه در فهرست نهایی کشورهای شرکت‌کننده قرار داشت، در نوامبر ۲۰۲۰ به دلیل جنگ جاری ناگورنو-قره‌باغ از مسابقه سال ۲۰۲۰ کناره‌گیری کرد. بعداً مشخص شد که مالنا به‌طور داخلی با ترانه «Why» انتخاب شده بود. با پایان جنگ ناگورنو-قره‌باغ در ۱۰ نوامبر، رئیس هیئت ارمنی، دیوید تسرونیان، در اینستاگرام خود نوشت که این کشور «قوی‌تر از همیشه باز خواهد گشت».
در ۲ سپتامبر ۲۰۲۱، اتحادیه پخش اروپا تأیید کرد که ارمنستان به مسابقه ۲۰۲۱ در فرانسه بازخواهد گشت. ارمنستان بار دیگر مالنا را انتخاب کرد که در نهایت با ۲۲۴ امتیاز برنده این مسابقه شد.
در ۲۱ دسامبر ۲۰۲۱ تأیید شد که ارمنستان میزبان مسابقه آواز یوروویژن نوجوانان ۲۰۲۲ خواهد بود. ارمنستان با ترانه «Dance!» توسط ناره وارد مسابقات شد که با ۱۸۰ امتیاز در جایگاه دوم قرار گرفت.
در سال ۲۰۲۳، ارمنستان توسط گروه یان گرلز با ترانه «Do It My Way» وارد مسابقات شد که از میان شانزده شرکت‌کننده با ۱۸۰ امتیاز مقام سوم را کسب کرد. در سال ۲۰۲۴، ارمنستان توسط لئو با ترانه «Cosmic Friend» در مسابقات شرکت کرد.

## مرور مشارکت
| ۱ | مقام اول                 |
| ۲ | مقام دوم                 |
| ۳ | مقام سوم                 |
| X | انتخاب‌شده اما شرکت نکرده |
| † | رویداد آینده             |

| سال      | هنرمند                | ترانه                               | زبان           | رتبه     | امتیاز   |
| -------- | --------------------- | ----------------------------------- | -------------- | -------- | -------- |
| نوجوانان | «آرِویک»               | Erazanq (Երազանք)                   | ارمنی          | ۲        | ۱۳۶      |
| نوجوانان | «مونیکا مانوچاریان»   | Im ergi hnchyune (Իմ երգի հնչյունը) | ارمنی          | ۸        | ۵۹       |
| نوجوانان | «لوارا هایراپتیان»    | Barcelona (Բարսելոնա)               | ارمنی          | ۲        | ۱۱۶      |
| نوجوانان | «ولادیمیر آرزومانیان» | Mama (Մամա)                         | ارمنی          | ۱        | ۱۲۰      |
| نوجوانان | «دالیتا آوانسیان»     | «Welcome to Armenia»                | ارمنی، انگلیسی | ۵        | ۸۵       |
| نوجوانان | «کامپس بند»           | «Sweetie Baby»                      | ارمنی، انگلیسی | ۳        | ۹۸       |
| نوجوانان | «مونیکا»              | «Choco-Factory»                     | ارمنی، انگلیسی | ۶        | ۶۹       |
| نوجوانان | «بتی»                 | «People of the Sun»                 | ارمنی، انگلیسی | ۳        | ۱۴۶      |
| نوجوانان | «میکا»                | «Love»                              | ارمنی، انگلیسی | ۲        | ۱۷۶      |
| نوجوانان | «آناهیت» و «مری»      | Tarber (Տարբեր)                     | ارمنی، انگلیسی | ۲        | ۲۳۲      |
| نوجوانان | «میشا»                | «Boomerang»                         | ارمنی، انگلیسی | ۶        | ۱۴۸      |
| نوجوانان | «لِوون»                | «L.E.V.O.N»                         | ارمنی          | ۹        | ۱۲۵      |
| نوجوانان | «کارینا ایگناتیان»    | «Colours of Your Dream»             | ارمنی، انگلیسی | ۹        | ۱۱۵      |
| نوجوانان | «مالنا»               | «Why»                               | ارمنی، انگلیسی | انصراف X | انصراف X |
| نوجوانان | «مالنا»               | Qami Qami (Քամի Քամի)               | ارمنی، انگلیسی | ۱        | ۲۲۴      |
| نوجوانان | «ناره»                | «Dance!»                            | ارمنی، انگلیسی | ۲        | ۱۸۰      |
| نوجوانان | «یان گرلز»            | «Do It My Way»                      | ارمنی، انگلیسی | ۳        | ۱۸۰      |
| نوجوانان | «لئو»                 | «Cosmic Friend»                     | ارمنی، انگلیسی | ۸        | ۱۲۵      |

## مفسران و اعلام‌کنندگان امتیازات
مسابقات از طریق وب‌سایت رسمی Junior Eurovision Song Contest به آدرس junioreurovision.tv و یوتیوب به‌صورت جهانی پخش می‌شوند. در سال ۲۰۱۵، پخش آنلاین شامل توضیحات به زبان انگلیسی توسط سردبیر junioreurovision.tv، لوک فیشر، و شرکت‌کننده مسابقه Junior Eurovision از بلغارستان در سال ۲۰۱۱، ایوان ایوانوف بود. شرکت تلویزیون عمومی ارمنستان، مفسران خود را به هر مسابقه اعزام می‌کند تا توضیحات به زبان ارمنی ارائه دهند. همچنین، پخش‌کننده ملی افرادی را برای اعلام امتیازات اعطاشده از ارمنستان انتخاب کرده است. جدول زیر جزئیات هر مفسر و اعلام‌کننده امتیازات از سال ۲۰۰۷ را نشان می‌دهد.
| سال      | گزارشگر                            | اعلام‌کننده امتیاز | منبع                 |
| -------- | ---------------------------------- | ----------------- | -------------------- |
| نوجوانان | گوهار گاسپاریان و فلیکس خاچاتریان  | آنی ساکیان        | [ ۲۰ ] [ ۲۱ ] [ ۲۲ ] |
| نوجوانان | گوهار گاسپاریان                    | مری ساکیان        | [ ۲۳ ]               |
| نوجوانان | گوهار گاسپاریان                    | رازمیگ آقاجانیان  | [ ۲۴ ]               |
| نوجوانان | گوهار گاسپاریان و آرتاک واردانیان  | نادیا سارگسیان    | [ ۲۵ ]               |
| نوجوانان | آرتاک واردانیان و ماریانا جاواخیان | رازمیگ آقاجانیان  | [ ۲۶ ]               |
| نوجوانان | گوهار گاسپاریان                    | میکا              | [ ۲۷ ]               |
| نوجوانان | دالیتا و واهه خانامیریان           | دیوید واردانیان   | [ ۲۸ ]               |
| نوجوانان | آوت بارسقیان                       | مونیکا آوانسیان   | [ ۲۹ ]               |
| نوجوانان | آوت بارسقیان                       | بتی               | [ ۳۰ ] [ ۳۱ ]        |
| نوجوانان | آوت بارسقیان                       | میکا              | [ ۳۲ ]               |
| نوجوانان | آوت بارسقیان                       | لوسینه سارگسیان   | [ ۳۳ ]               |
| نوجوانان | گوهار گاسپاریان و آوت بارسقیان     | لئا               | [ ۳۴ ]               |
| نوجوانان | گوهار گاسپاریان و آوت بارسقیان     | کارینال           | [ ۳۵ ]               |
| نوجوانان | گوهار گاسپاریان و آوت بارسقیان     | ملیکا             |                      |
| نوجوانان | گوهار گاسپاریان و آوت بارسقیان     | لارا              | [ ۳۶ ]               |
| نوجوانان | گوهار گاسپاریان و آوت بارسقیان     | هانا              | [ ۳۷ ]               |